# Grand Prix schansspringen 2023
De Grand Prix schansspringen 2023 ging op 29 juli 2023 van start in het Franse Courchevel en eindigde op 8 oktober 2023 in het Duitse Klingenthal. De Bulgaar Vladimir Zografski, bij de mannen, en de Sloveense Nika Križnar, bij de vrouwen, schreven dit seizoen de Grand Prix op hun naam. 

## Mannen

### Kalender
| Datum      | Plaats      | Schans | Opmerking | Eerste             | Tweede               | Derde               |
| ---------- | ----------- | ------ | --------- | ------------------ | -------------------- | ------------------- |
| 29/07/2023 | Courchevel  | HS135  |           | Gregor Deschwanden | Vladimir Zografski   | Marco Wörgötter     |
| 30/07/2022 | Courchevel  | HS135  |           | Vladimir Zografski | Gregor Deschwanden   | Marco Wörgötter     |
| 05/08/2023 | Szczyrk     | HS104  |           | Vladimir Zografski | Aleksander Zniszczoł | Piotr Żyła          |
| 06/08/2023 | Szczyrk     | HS104  |           | Piotr Żyła         | Vladimir Zografski   | Luca Roth           |
| 23/09/2023 | Râșnov      | HS97   |           | Gregor Deschwanden | Ren Nikaido          | Fatih Arda İpcioğlu |
| 24/09/2023 | Râșnov      | HS97   |           | Vladimir Zografski | Gregor Deschwanden   | Remo Imhof          |
| 30/09/2023 | Hinzenbach  | HS90   |           | Andreas Wellinger  | Stephan Leyhe        | Daniel Tschofenig   |
| 01/10/2023 | Hinzenbach  | HS90   |           | Gregor Deschwanden | Vladimir Zografski   | Daniel Tschofenig   |
| 07/10/2023 | Klingenthal | HS140  |           | Manuel Fettner     | Dawid Kubacki        | Daniel Tschofenig   |

### Eindstand
| #  | Atleet               | Land | Punten |
| -- | -------------------- | ---- | ------ |
| 1  | Vladimir Zografski   | BUL  | 604    |
| 2  | Gregor Deschwanden   | SUI  | 582    |
| 3  | Ren Nikaido          | JPN  | 315    |
| 4  | Piotr Żyła           | POL  | 220    |
| 5  | Dawid Kubacki        | POL  | 198    |
| 6  | Andreas Wellinger    | GER  | 182    |
| 7  | Aleksander Zniszczoł | POL  | 181    |
| 8  | Daniel Tschofenig    | AUT  | 180    |
| 9  | Stephan Leyhe        | GER  | 166    |
| 10 | Manuel Fettner       | AUT  | 157    |

## Vrouwen

### Kalender
| Datum      | Plaats      | Schans | Opmerking | Eerste       | Tweede                     | Derde                      |
| ---------- | ----------- | ------ | --------- | ------------ | -------------------------- | -------------------------- |
| 29/07/2023 | Courchevel  | HS135  |           | Nika Križnar | Sara Takanashi             | Alexandria Loutitt         |
| 30/07/2022 | Courchevel  | HS135  |           | Nika Križnar | Sara Takanashi             | Alexandria Loutitt         |
| 05/08/2023 | Szczyrk     | HS104  |           | Nika Križnar | Sara Takanashi             | Alexandria Loutitt         |
| 06/08/2023 | Szczyrk     | HS104  |           | Nika Križnar | Nika Prevc                 | Alexandria Loutitt         |
| 23/09/2023 | Râșnov      | HS97   |           | Nika Križnar | Nozomi Maruyama Ema Klinec |                            |
| 24/09/2023 | Râșnov      | HS97   |           | Nika Križnar | Ema Klinec                 | Nika Prevc                 |
| 07/10/2023 | Klingenthal | HS140  |           | Ema Klinec   | Nika Križnar               | Jacqueline Seifriedsberger |

### Eindstand
| #  | Atleet             | Land | Punten |
| -- | ------------------ | ---- | ------ |
| 1  | Nika Križnar       | SLO  | 680    |
| 2  | Sara Takanashi     | JPN  | 326    |
| 3  | Alexandria Loutitt | CAN  | 322    |
| 4  | Nika Prevc         | SLO  | 314    |
| 5  | Ema Klinec         | SLO  | 260    |
| 6  | Abigail Strate     | CAN  | 252    |
| 7  | Haruka Iwasa       | JPN  | 199    |
| 8  | Kurumi Ichinohe    | JPN  | 182    |
| 9  | Nozomi Maruyama    | JPN  | 162    |
| 10 | Ajda Košnjek       | SLO  | 157    |

## Gemengd

### Kalender
| Datum      | Plaats      | Schans | Opmerking | Eerste                                                                    | Tweede                                                    | Derde                                                                                |
| ---------- | ----------- | ------ | --------- | ------------------------------------------------------------------------- | --------------------------------------------------------- | ------------------------------------------------------------------------------------ |
| 08/10/2023 | Klingenthal | HS140  | Team      | Duitsland Selina Freitag Martin Hamann Katharina Schmid Andreas Wellinger | Japan Sara Takanashi Ren Nikaido Yuki Ito Ryoyu Kobayashi | Oostenrijk Marita Kramer Daniel Tschofenig Jacqueline Seifriedsberger Manuel Fettner |